# St. James (Maryland)
St. James è un census-designated place (CDP) degli Stati Uniti d'America, situato nello stato del Maryland, nella contea di Washington.